# Các nhà thờ đục trong đá tại Ivanovo
Các nhà thờ đục trong đá tại Ivanovo (tiếng Bulgaria: Ивановски скални църкви, Ivanovski skalni tsarkvi) là một nhóm các nhà thờ bằng đá nguyên khối, nhà nguyện và tu viện được đẽo từ đá đặc và hoàn toàn khác biệt so với các tu viện khác ở Bulgaria. Quần thể này nằm gần làng Ivanovo, nằm cách 20 km về phía nam của Rousse, trên bờ đá cao cách sông Rusenski Lom 32 mét. Nó rất đáng chú ý bởi những bức bích họa thời Trung Cổ tuyệt đẹp được bảo quản tốt. Các nhà thờ này được bảo vệ trong Công viên tự nhiên Rusenski Lom.

## Lịch sử
Các hang động trong khu vực đã được các thầy tu sinh sống từ những năm 1220, khi nó được thành lập bởi thượng phụ Bulgaria tương lai Joachim I, cho đến thế kỷ 17 thì nhà thờ và nhà nguyện đã dần hình thành. Thời kỳ đỉnh cao, tại đây có đến 40 nhà thờ và 300 cấu trúc khác nhưng hầu hết đã không còn tồn tại cho đến ngày nay.
Các nhà cai trị của Đế quốc Bulgaria thứ hai là Ivan Alexander và Ivan Asen II thường xuyên quyên góp để xây dựng khu phức hợp bằng chứng là bức chân dung của các nhà tài trợ có hình ảnh họ trong một số nhà thờ. Những người bảo trợ khác bao gồm các quý tộc từ thủ đô Tarnovo và thị trấn Trung Cổ gần nhất Cherven, nơi mà khu phức hợp tu viện có mối quan hệ chặt chẽ trong thế kỷ 13 và 14. Đó là trung tâm của phái tu huyền bí Hesychasm ở vùng đất Bulgaria vào thế kỷ 14 và tiếp tục tồn tại trong những thế kỷ đầu dưới sự thống trị của Ottoman ở Bulgaria, nhưng dần dần bị suy tàn. Quần thể các nhà thờ đục trong đá tại Ivanovo đã được UNESCO công nhận là Di sản thế giới từ năm 1979.

## Mô tả
Khu phức hợp tu viện có danh tiếng lớn nhờ các bức bích họa có niên đại thế kỷ 13 và 14 được bảo tồn nguyên vẹn ở 5 trong số các nhà thờ, được coi là những ví dụ tuyệt vời của nghệ thuật Bulgaria thời Trung Cổ. Các nhà thờ đá được sử dụng bởi các thầy tu bao gồm Nhà thờ Tổng lãnh thiên thần Micae, nhà rửa tội, nhà nguyện Gospodev Dol, nhà thờ Thánh Theodore và nhà thờ chính với những bức tranh tường từ thế kỷ 14 được cho là nổi tiếng nhất trong tất cả các bức tranh tường được ghi nhận ở Ivanovo, là một trong những ví dụ tiêu biểu nhất của nghệ thuật thời kỳ Palaiologos

## Hình ảnh

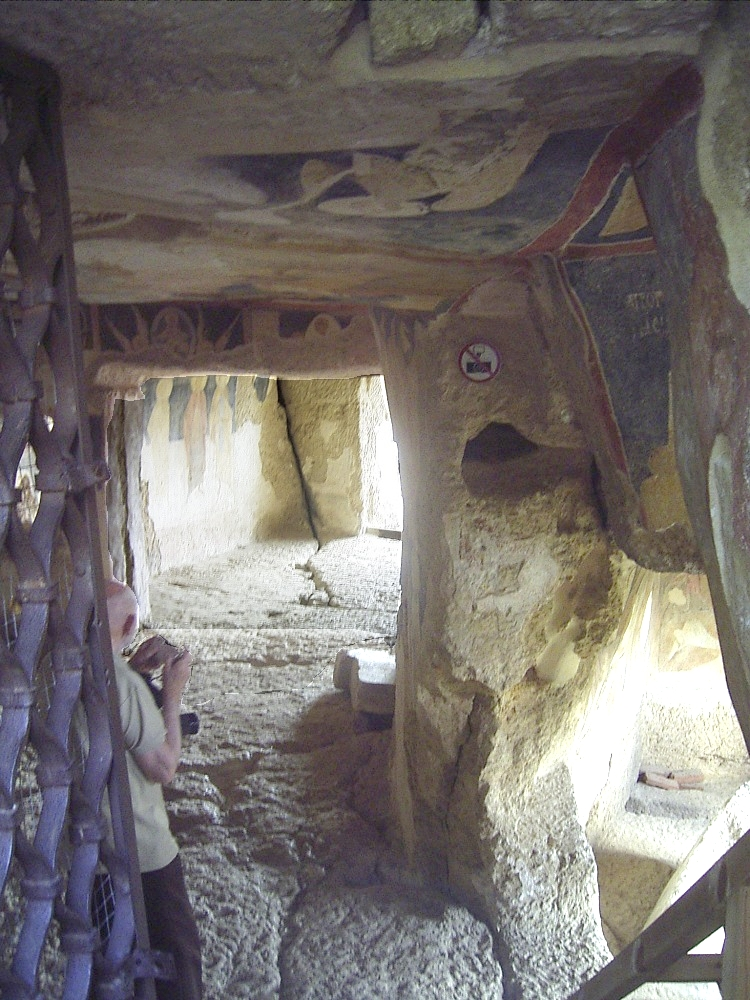
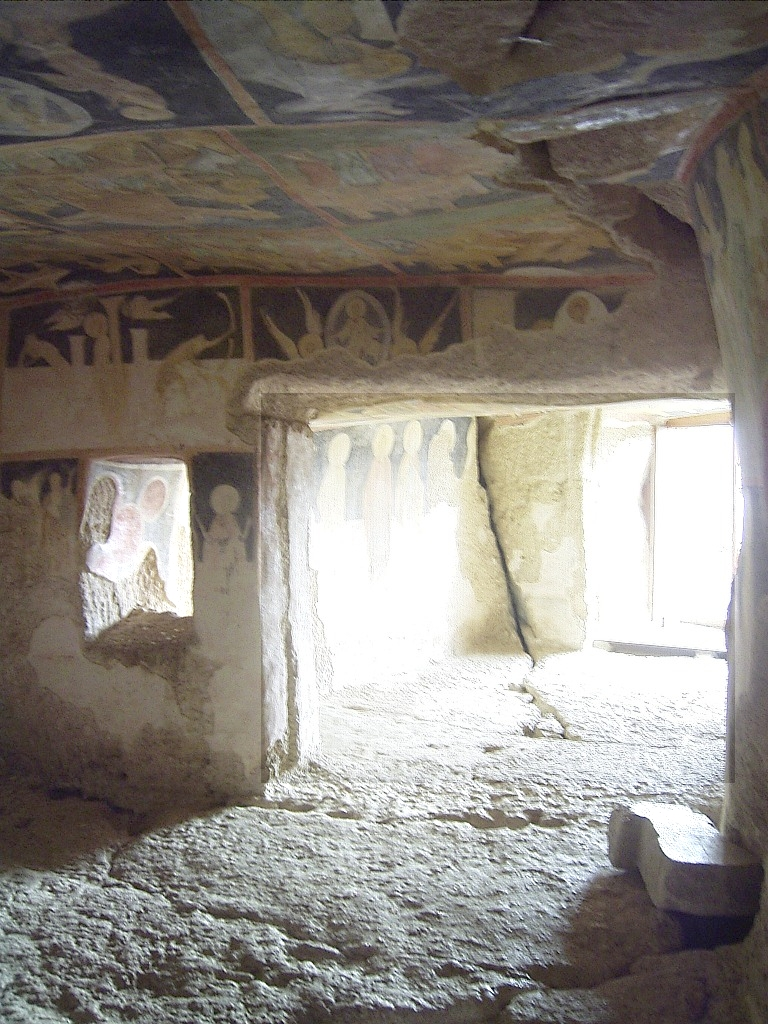
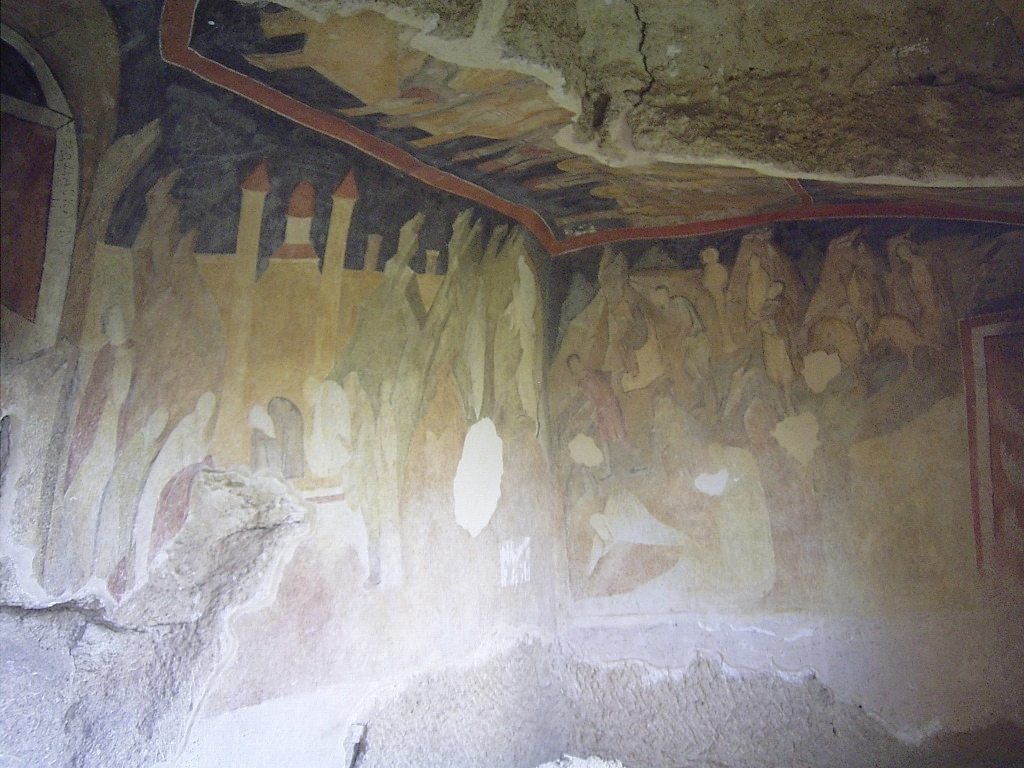
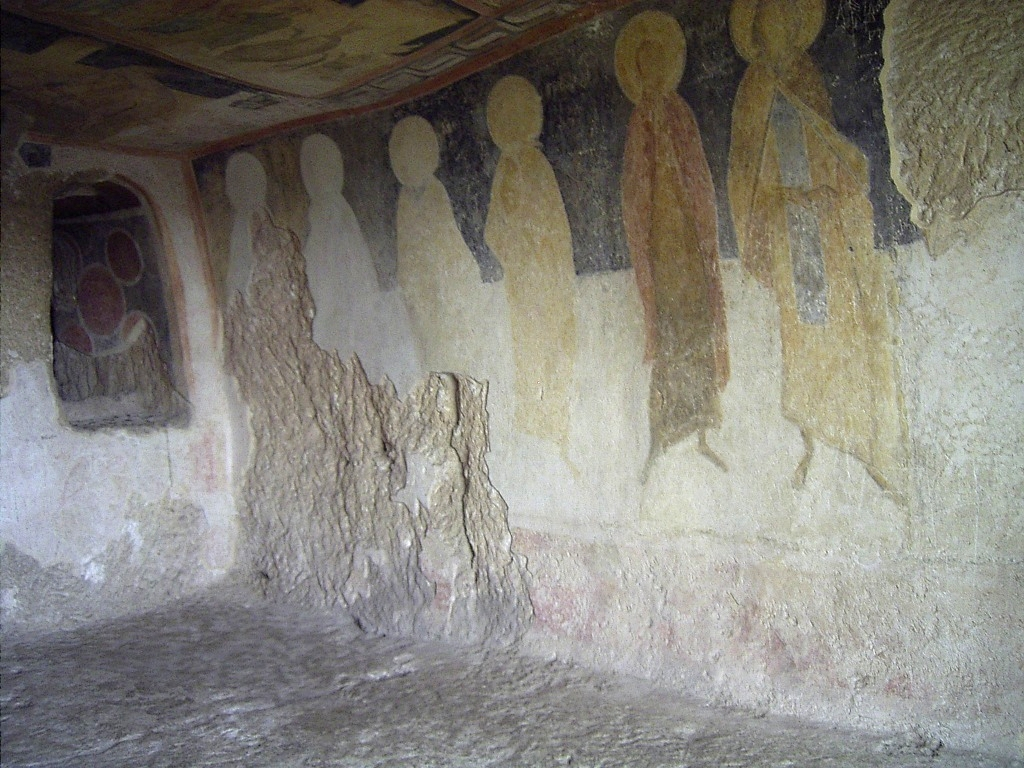
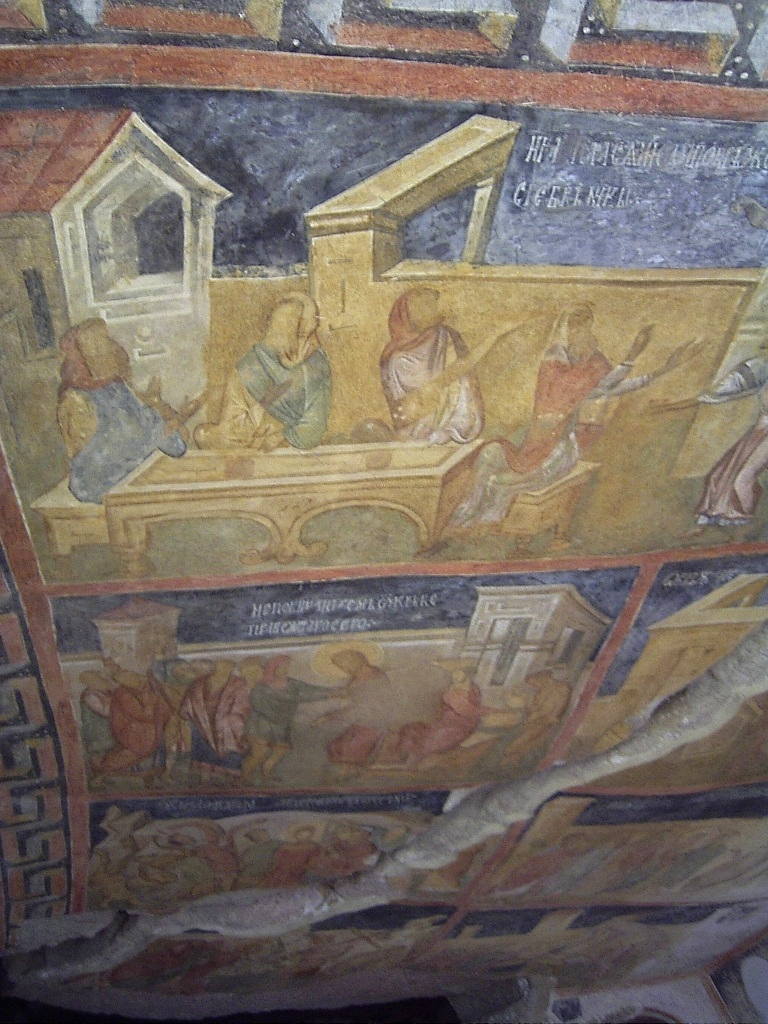
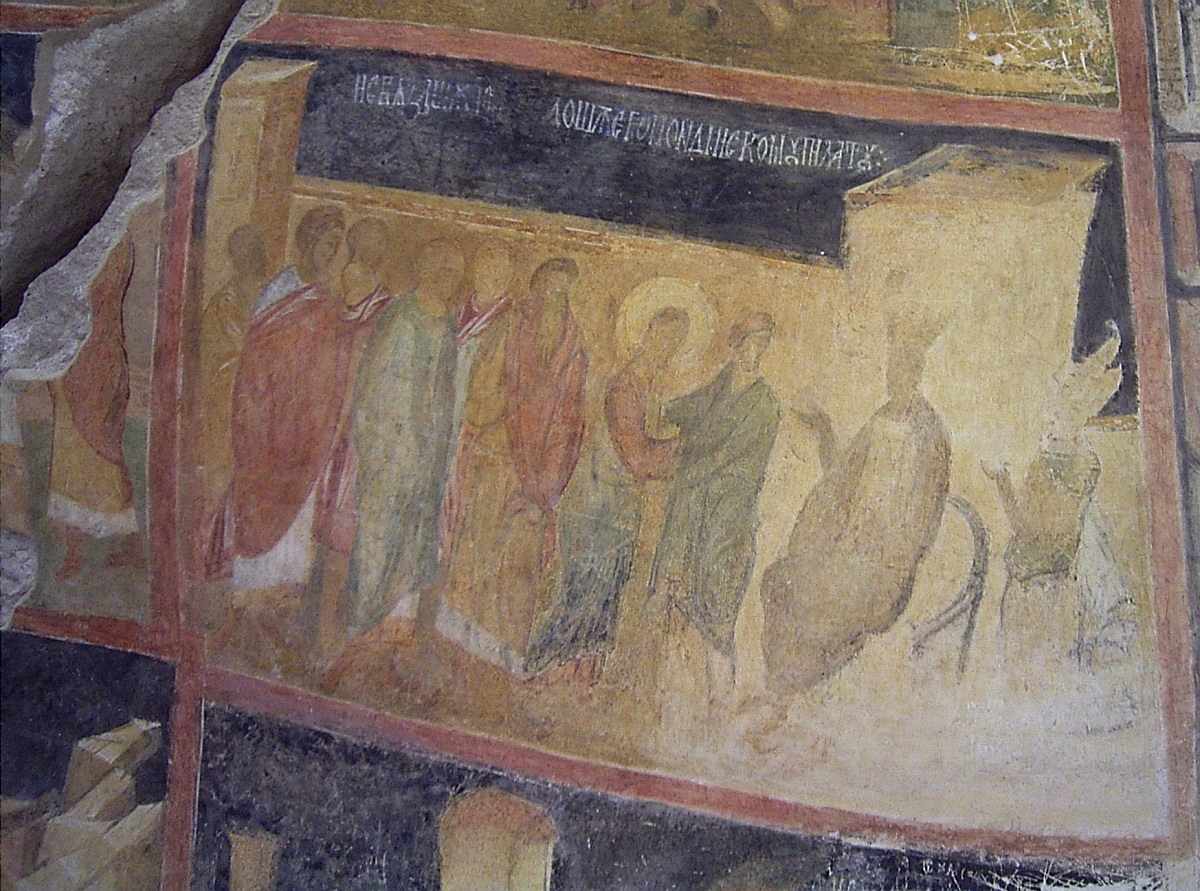